# Wasaburō Ōishi
Wasaburō Ōishi (jap. 大石 和三郎 Ōishi Wasaburō; dawna pisownia Ooishi Wasaburo, ur. 15 marca 1874 w Tosu w prefekturze Saga, zm. 18 grudnia 1950) – japoński esperantysta i meteorolog. Odkrył prądy strumieniowe w górnych warstwach atmosfery. Był „ojcem japońskiej meteorologii” i prezydentem Japońskiego Towarzystwa Esperanto.
Urodził się na wyspie Kiusiu. W 1895 roku rozpoczął studia na Tokijskim Uniwersytecie Cesarskim, gdzie studiował fizykę. Studia ukończył w 1898 roku. W 1899 roku rozpoczął pracę w Centralnym Obserwatorium Meteorologicznym w Japonii. W 1911 roku pracował przez pewien czas w Obserwatorium Aerologicznym imienia Lindberga koło Berlina. W 1919 wyjechał do Stanów Zjednoczonych, skąd wrócił w 1920 roku. W 1920 został pierwszym dyrektorem nowo utworzonego japońskiego Obserwatorium Aerologicznego. W 1943 roku przeszedł na emeryturę. Był prezydentem Japońskiego Towarzystwa Esperanto od 1930 do 1945.
Był członkiem Międzynarodowej Organizacji Meteorologicznej (ang. International Meteorological Organization (IMO) Aerology Commission) w 1927 roku.

## Prąd strumieniowy
W 1926 roku Ōishi napisał pierwszy oficjalny raport Japońskiego Obserwatorium Aerologicznego w esperanto. W tym raporcie przedstawił sezonalne wyniki średnich profili wiatru z wysokością na podstawie obserwacji balonów (ang. pibal). Był to pierwszy raport pokazujący na istnienie silnych wiatrów z zachodu na wschód, które w przyszłości (około 1947 roku) zostały nazwane prądami strumieniowymi. Pomiędzy 1926 a 1944 Japońskie Obserwatorium Aerologiczne opublikowało 19 raportów, wszystkie w esperanto. Ōishi napisał raporty w esperanto, mając na uwadze idee współpracy międzynarodowej. Niestety z tego względu jego badania pozostały na długo nieznane i prąd strumieniowy odkryto na nowo w Stanach Zjednoczonych i w Europie.
Prace naukowe z Uniwersytetu Chicagowskiego w 1947 roku i artykuł Rossby’ego z tego samego roku dały naukowe podstawy zrozumienia dynamiki prądów strumieniowych i fal Rossby’ego.

## II wojna światowa
Wyniki prac Ōishiego zostały wykorzystane w czasie II wojny światowej do ataków japońskich na Stany Zjednoczone w projekcie bomb balonowych fu-go.